# Roland Fidezius
 Roland Fidezius  (* 1972 in Wuppertal) ist ein deutscher Jazzmusiker (Kontrabass, E-Bass).

## Leben und Wirken
Fidezius begann das Bass-Spiel zunächst autodidaktisch, später hatte er Unterricht bei Christoph Stowasser, Jan Kazda und Michael Schürmann; sein Kontra- und E-Bass-Studium absolvierte er an der Universität der Künste Berlin, wo er Unterricht bei u. a. Sigi Busch, David Friedman, Jerry Granelli, Kirk Nurock, Denney Goodhew, Peter Weniger, Till Brönner und Frank Möbus erhielt. Er arbeitete ab den frühen 2000er-Jahren in der deutschen Jazzszene u. a. mit der Formation Rob Bauer Consort, mit der 2003 erste Aufnahmen entstanden (Olivier). 2004 nahm er mit der von ihm geleiteten Band Odd Shots (mit Richard Koch, Benjamin Weidekamp, Rudi Fischerlehner) das Album Oscar + Emma (Konnex Records) auf. 2005 erhielt er ein Stipendium der Senatsverwaltung für Wissenschaft, Forschung und Kultur der Stadt Berlin für einen Studienaufenthalt in New York; 2006 erhielt er ein Aufnahmestipendium für die Band Die Dreckigen Drei des Senats von Berlin. In den folgenden Jahren gehörte er dem Loren Hargassner Quartet (Diversityville 2007, Vitality 2011), und Peter van Huffels Gorilla Mask an; mit Gorilla Mask tourte er auch in Kanada, Spanien und Portugal. Weiterhin spielte er bei Benedikt Joch (Conspiracy, 2008), im Christian Krischkowsky Quartet, Marcus Klossek Electric Trio, sowie in den Formationen So Weiss (mit Kristiina Tuomi und Susanne Folk) und The Occasional Trio (mit Simon Vincent, Rudi Fischerlehner); mit Vincent bildete er das Duo MAC 'n BASS. 2022 veröffentlichte er ein Album mit der Fusionband Grand Couloir, zu der noch Christoph Titz, Dirk Steglich, Volker Meitz und Tilo Weber gehören.
Weiterhin ist er auf Alben von Benedikt Jahnel, Tom Van Hasselt und dem Sublimation Orchestra zu hören.